# Варанкины
 Варанкины  — деревня в Афанасьевском районе Кировской области в составе Ичетовкинского сельского поселения.

## География
Расположена непосредственно у северной границы райцентра поселка  Афанасьево на правобережье реки Кама.

## История
Известна с 1727 года как деревня Варанкиных с 1 двором. В 1873 году здесь (Соколовская или Варанкинская, Шамановская) дворов 25 и жителей 195, в 1905 (выселок Соколовы или Варанкины) 19 и 137, в 1926 (деревня Варанкинская) 24 и 123, в 1950 26 и 95. Настоящее название утвердилось с 1998 года.  

## Население
Постоянное население составляло 323 человека (русские 100%) в 2002 году, 356 в 2010.